# Les routes doivent rouler
Les routes doivent rouler (titre original : The Roads Must Roll) est une nouvelle de Robert A. Heinlein. Elle est publiée pour la première fois en 1940 dans le magazine Astounding Science-Fiction. Elle apparait en 1950 dans le recueil L'Homme qui vendit la Lune (en).
Dans le cycle de l’Histoire du futur, dont elle est la troisième nouvelle, elle succède chronologiquement à la nouvelle Que la lumière soit, et précède Il arrive que ça saute.
La nouvelle a reçu en 2016, à titre rétroactif, le prix Hugo de la meilleure nouvelle longue de l'année 1941.

## Résumé
Le récit prend place au début des années 1980 aux États-Unis.
Après la création du moteur Douglas-Martin, l'humanité dispose de la capacité d'obtenir et d'utiliser une énergie abondante et quasi-gratuite. Le moteur à explosion n'est désormais plus utilisé que par l’armée. Depuis 1955, on utilise des trottoirs roulants qui remplacent les rues, routes et autoroutes. Certaines de ces voies font des milliers de kilomètres, à des vitesses variables qui vont de 8 km par heure à 150 km/h.
Les usagers embarquent sur la bande du côté extérieur et selon leur destination, ils peuvent se rendre sur d'autres bandes, qui roulent de plus en plus rapidement. Les bandes roulantes peuvent avoir une largeur de plusieurs dizaines de mètres et supporter des conteneurs, des restaurants, des commerces, des maisons. De nombreuses « villes routières » se sont construites le long des bandes roulantes. Celles-ci sont devenues essentielles à l'activité économique et humaine du pays : il est impératif que « les routes doivent rouler ». Cette mission est dévolue au corps des Ingénieurs, qui supervisent la gestion des bandes roulantes. Les travaux de maintenance sont réservés aux Techniciens qui, quoique relativement bien payés, effectuent un métier moins bien reconnu socialement et plutôt ingrat.
Le récit commence par une réunion secrète de Techniciens. Leur chef, un homme charismatique du nom de Shorty Van Kleeck, leur annonce qu'ils sont exploités et que leurs légitimes revendications n'ont jamais été vraiment satisfaites. Il propose un mouvement de grève générale des techniciens : les ingénieurs seront bien obligés de faire en sorte que les personnalités politiques satisfassent leurs revendications.
Pendant ce temps, l'ingénieur général Gaines, chef de la route mobile Diego-Reno, reçoit la visite du ministre australien des Transports, venu s'informer des modalités de gestion et de maintenance des bandes roulantes. Alors qu'ils sont attablés dans un restaurant installé sur la « Bande roulante n°20 », longue d'un millier de kilomètres et qui roule à 150 km/h, la route s'arrête dans le secteur de Sacramento. Peu de temps après, Gaines apprend l'origine de l’arrêt et les revendications de Van Kleeck.
Gaines organise la contre-attaque. Avec des Ingénieurs stagiaires de l'Académie, il s'empare de plusieurs postes tenus par les Techniciens. Mais sa réaction est découverte par les Techniciens. Van Kleeck lui notifie alors un ultimatum : si l'attaque contre les Techniciens se poursuit, il fera exploser la Bande roulante n°20.
Gaines propose à Van Kleeck une rencontre au sommet en tête-à-tête. Le chef des grévistes accepte. Pendant que Gaines se rend au lieu de rendez-vous, il se fait communiquer une copie du dossier administratif et psychologique de Van Kleeck.
La rencontre entre les deux hommes a lieu.
Gaines profite de ses connaissances sur le mal-être intime de Van Kleeck pour pousser à bout son adversaire. Quand il voit que Van Kleeck est, l'espace d'un instant, en infériorité psychologique, il le neutralise physiquement et désamorce la bombe qui aurait pu détruire la route mobile n°20. Dans les minutes et heures qui suivent, les Ingénieurs reprennent le contrôle de la situation. Les routes peuvent désormais continuer à rouler.

## Autour de la nouvelle
La nouvelle se situe dans un futur proche où l'humanité, lasse des embouteillages et consciente de l'épuisement prochain des combustibles fossiles, a développé des trottoirs roulants qui remplacent les rues, les routes et autoroutes. C'est un développement extrême d'un concept également utilisé par Isaac Asimov (Les Cavernes d'acier) et Clifford Simak (La Réserve des lutins).
Dans cette nouvelle, Heinlein met en scène un conflit social et politique entre les simples techniciens, que quelques agitateurs de l'idéologie fonctionnaliste tentent de monter contre le système, et une caste d'ingénieurs de plus en plus élitiste. Le fonctionnalisme, idéologie développée pendant la crise des années 1930, et explicitement évoqué par Heinlein dans la nouvelle, affirme que certaines portions du prolétariat se sentent à la fois marginalisées et à la fois plus essentielles au fonctionnement de la société que le reste de la population.
La nouvelle met en scène un conflit entre les Ingénieurs, représentant la bourgeoisie, et les Techniciens, représentant le prolétariat, dans la lutte pour le contrôle de l'infrastructure économique de la société.

## Éditions en français
- dans Histoire du futur (Tome 1), Opta, CLA, 1967[5].
- dans Histoire du futur (Tome 1), L'homme qui vendit la lune, Presses-Pocket/Pocket n°5043, 1978[5].
- Histoire du futur, intégrale des textes, Mnémos, octobre 2020, 824 p., sous la direction d'Ugo Bellagamba, pages 48 à 81  (ISBN 978-2-35408-531-5).